# Violência sexual e de gênero contra palestinos durante a Guerra de Gaza
Durante a Guerra de Gaza, relatos indicam que soldados, guardas e equipes médicas israelenses, tanto homens quanto mulheres, cometeram violência sexual em tempos de guerra contra mulheres, crianças e homens palestinos, incluindo estupro, estupro coletivo, tortura sexualizada e mutilação genital. Em fevereiro de 2024, especialistas da ONU citaram pelo menos dois casos de mulheres palestinas estupradas por soldados israelenses. Homens e meninos palestinos também sofreram estupro e tortura [en], e, em alguns casos, o impacto do estupro e da tortura levou à morte da vítima.
Em seu relatório investigativo de junho de 2024, a Comissão Internacional Independente de Inquérito sobre o Território Palestino Ocupado [en] (CoI) da ONU concluiu: "A frequência, prevalência e gravidade dos crimes sexuais e baseados em gênero cometidos contra palestinos desde 7 de outubro nos Territórios Palestinianos Ocupados (TPO) indicam que formas específicas de violência sexual e de gênero (VSBG) fazem parte dos procedimentos operacionais das Forças de Segurança Israelenses (FSI)."
Em agosto de 2024, a organização israelense de direitos humanos B'Tselem publicou um relatório sobre abusos sistemáticos, tortura, violência sexual e estupro de detentos palestinos, descrevendo o sistema prisional israelense como uma "rede de campos de tortura". O relatório inclui extensos testemunhos de palestinos. O jornal The Guardian entrevistou detentos palestinos, que corroboraram o relatório da B'Tselem, afirmando que as prisões deveriam ser classificadas como "campos de tortura".
Em março de 2025, a Comissão de Direitos Humanos da ONU publicou um relatório sobre abusos sexuais e baseados em gênero perpetrados por Israel contra o povo palestino, concluindo que esses abusos são "cometidos sob ordens explícitas ou com incentivo implícito da liderança civil e militar de Israel". Atos de violência sexual, como nudez forçada, ameaças de estupro e agressão sexual, "fazem parte dos procedimentos operacionais padrão das Forças de Segurança Israelenses em relação aos palestinos", segundo o relatório. O membro da Comissão Chris Sidoti [en] afirmou que "a violência sexual é agora tão disseminada que só pode ser considerada sistemática. Vai além de atos aleatórios por indivíduos isolados."
Além de concluir que Israel usa violência sexual para "dominar e destruir o povo palestino", o relatório também lista medidas tomadas por Israel durante a Guerra em Gaza, como o bombardeio de clínicas reprodutivas em Gaza e restrições à chegada de suprimentos médicos, como atos genocidas destinados a destruir os direitos reprodutivos das mulheres palestinas e impedir o nascimento de bebês palestinos.

## Abusos sexuais antes de 7 de outubro
Alegações de tortura, maus-tratos e violência sexual contra palestinos detidos por Israel foram relatadas antes dos ataques de 7 de outubro e da invasão de Gaza. Esses casos foram documentados pelo Comitê Público contra Tortura em Israel (PCATI) e pela Anistia Internacional. Há extensos relatos de violência sexual contra detentos homens e mulheres, incluindo o líder libanês da Amal, Mustafa Dirani [en], que processou Israel. Um ex-funcionário do Departamento de Estado dos EUA afirmou que seu escritório verificou denúncias de estupro feitas por uma criança palestina. Em um artigo de 2012 intitulado "The Blot of a Light Cloud: Israeli Soldiers, Army, and Society in the Intifada", os acadêmicos israelenses (e ex-soldados das FDI) Nuphar Ishay-Krien e Yoel Elizur citaram um soldado anônimo que disse: "Não tenho problema com mulheres. Uma jogou um chinelo em mim, então dei um chute aqui (apontando para a virilha), quebrei tudo isso aqui. Ela não pode ter filhos hoje." Em um artigo de 2024 do Haaretz, Yoel Elizur acrescenta que "esses soldados não demonstraram remorso e não relataram danos morais. Alguns foram condenados por tribunais militares. Eles se sentiram amargurados e traídos."
O relatório de junho de 2024 da Comissão de Inquérito da ONU conclui que a violência sexual e de gênero contra palestinos por Israel precede 7 de outubro e está enraizada no contexto da ocupação: "A VSBG constitui um elemento central no maltrato aos palestinos, com o objetivo de humilhar a comunidade como um todo. Essa violência está intrinsecamente ligada ao contexto mais amplo de desigualdade e ocupação prolongada, que forneceram as condições e a justificativa para crimes baseados em gênero, intensificando a subordinação do povo ocupado. A Comissão observa que esses crimes devem ser enfrentados abordando sua raiz."

## Estupro e agressão sexual de mulheres e meninas
Em 19 de fevereiro de 2024, um grupo de Relatores especiais das Nações Unidas [en] publicou um relatório afirmando que "especialistas em direitos humanos pedem investigação sobre violações contra mulheres e meninas palestinas". Segundo o relatório, há evidências de que, durante a Guerra em Gaza, mulheres e meninas palestinas foram submetidas a violência sexual em tempos de guerra. De acordo com esses relatórios, mulheres e meninas palestinas também foram submetidas a tratamento desumano e degradante pelas FDI, como a negação de absorventes menstruais, alimentos e medicamentos, além de espancamentos severos, estupros, agressões, ameaças de estupro e violência sexual, e múltiplas formas de agressão sexual. Mulheres e meninas palestinas também foram despidas e revistadas por oficiais homens do exército israelense. O OHCHR denunciou que tropas israelenses fotografaram detidas em "circunstâncias degradantes" e que as fotos foram publicadas online.
O relatório da ONU afirma: "Mulheres e meninas palestinas em detenção também foram submetidas a várias formas de agressão sexual, como serem despidas e revistadas por oficiais homens do exército israelense. Pelo menos duas detidas palestinas foram supostamente estupradas." Uma das relatoras especiais, Reem Alsalem [en], alertou que a relutância em relatar violência sexual é comum devido a preocupações com represálias. Alsalem afirmou que, desde os ataques de 7 de outubro, mulheres e meninas em detenção israelense enfrentaram uma atitude cada vez mais permissiva por parte de autoridades israelenses em relação à agressão sexual. Segundo o Middle East Eye, a expressão "pelo menos" destaca o fato de que muitos casos permanecem não registrados, pois as vítimas temem o estigma e as repercussões de falar sobre abusos sexuais em "uma sociedade patriarcal relutante em abordar tais atrocidades".
Os relatores especiais também expressaram preocupação com o desaparecimento de várias mulheres e crianças palestinas, com relatos de crianças sendo separadas de seus pais. Em um caso, uma bebê teria sido transferida à força para Israel pelas FDI. Em resposta ao relatório, um porta-voz do Departamento de Estado dos Estados Unidos declarou: "Civis e detidos devem ser tratados com humanidade, em conformidade com o direito humanitário internacional." A Physicians for Human Rights-Israel também descreveu a humilhação sexual de detidos, incluindo insultos sexuais e urinar sobre prisioneiros.
Em março de 2024, a Associated Press relatou testemunhos de mulheres palestinas sobre abusos sofridos durante sua detenção por Israel. Uma mulher disse que soldados israelenses realizaram revistas com desnudamento, e durante a detenção, "se levantássemos a cabeça ou disséssemos alguma palavra, eles nos batiam na cabeça [...] Música alta, gritos e intimidação — eles queriam nos humilhar. Estávamos algemadas, vendadas e com os pés acorrentados"; outra mulher alegou que um soldado israelense esmagou seu rosto contra uma parede quando ela se recusou a beijar a bandeira de Israel.
Um relatório investigativo detalhado e juridicamente mandatado de junho de 2024 da Comissão Internacional Independente de Inquérito sobre o Território Palestino Ocupado afirmou que tanto Israel quanto o Hamas cometeram violência sexual e tortura, além de ataques intencionais a civis. Sobre as ações israelenses contra palestinos, o relatório conclui que a violência sexual e de gênero (VSBG) é empregada por forças e civis israelenses contra mulheres e homens palestinos em todos os territórios palestinos ocupados. O relatório conclui: "A frequência, prevalência e gravidade dos crimes sexuais e baseados em gênero perpetrados contra palestinos desde 7 de outubro nos Territórios Palestinianos Ocupados (TPO) indicam que formas específicas de violência sexual e de gênero (VSBG) fazem parte dos procedimentos operacionais das Forças de Segurança Israelenses (FSI)."
O relatório da Comissão foi elaborado por meio de entrevistas com vítimas e testemunhas, além de outros métodos, e Israel anunciou previamente que não cooperaria. O relatório indica que a violência sexual foi usada pelas FDI para reforçar a ideia de "subordinação de um povo ocupado" em Gaza e na Cisjordânia ocupada por Israel.
Em dezembro de 2024, dezenas de mulheres e meninas palestinas relataram abusos sexuais cometidos contra elas por forças israelenses durante o ataque ao hospital Kamal Adwan. Elas descreveram serem forçadas a se despir, submetidas a revistas com desnudamento e assédio sexual. Aquelas que resistiram foram "brutalmente espancadas". Uma testemunha afirmou: "Eles disseram que nos filmariam para mostrar [ao mundo] que o Hamas estava nos usando como escudos humanos. Quando chegamos, nos arrastaram pelos cabelos pelo pátio da escola, nos forçaram a entrar em banheiros e nos ordenaram que nos despíssemos."
Em março de 2025, um relatório da Comissão Internacional Independente de Inquérito sobre o Território Palestino Ocupado, incluindo Jerusalém Oriental, e Israel, submetido ao Conselho de Direitos Humanos, detalhou o uso sistemático de violência sexual e de gênero pelas Forças de Segurança Israelenses desde outubro de 2023. O relatório documentou vários casos de soldados israelenses tentando humilhar mulheres palestinas ao usar ou posar com suas roupas íntimas e compartilhar as imagens online, enquanto as chamavam de "prostitutas" e "vadias". A Comissão também detalhou casos de violência sexual contra meninas palestinas. Prisioneiras foram forçadas a posar em circunstâncias degradantes, incluindo em roupas íntimas e diante de uma bandeira israelense, com as fotos também sendo divulgadas online. Elas foram submetidas a agressão sexual, assédio, nudez forçada e ameaças de estupro.

## Abuso sexual, estupro e tortura sexualizada de meninos e homens
Em março de 2024, uma investigação do The Independent, baseada em indiciamentos, relatórios de autópsia e testemunhos de detentos, descreveu abusos e torturas de palestinos em instalações israelenses, incluindo tortura, violência sexual e estupro com objetos cortantes.
Em abril de 2024, um prisioneiro palestino libertado do campo de detenção de Sde Teiman descreveu como os guardas usaram cenouras e cassetetes de ferro para estuprar prisioneiros.
O relatório da Comissão de Inquérito da ONU (CoI) de junho de 2024 observa que "homens e meninos sofreram atos persecutórios específicos, incluindo violência sexual e de gênero que equivalem a tortura e tratamento desumano e cruel." O relatório documentou um "aumento significativo" na frequência e gravidade da violência sexual perpetrada pelas Forças de Segurança Israelenses, associando isso a uma intenção de humilhar e punir palestinos.
Muitas vítimas detidas pelas forças das FDI foram supostamente interrogadas ou abusadas enquanto estavam nuas ou parcialmente vestidas, vendadas, forçadas a se ajoelhar ou com as mãos amarradas atrás das costas. Outras foram obrigadas a se despir em público e caminhar enquanto sofreram assédio sexual, às vezes na frente de familiares forçados a assistir. Embora ambos os gêneros tenham sido submetidos a isso, homens e meninos foram alvos específicos. Em junho de 2024, homens detidos no  Campo de detenção de Sde Teiman afirmaram que as forças israelenses inseriram "varas de metal quente" e "varas elétricas" em seus retos, resultando na morte de pelo menos um homem. Abuso sexual e tortura que levaram à morte também são suspeitos no caso de Adnan al-Bursh [en], um cirurgião palestino de Gaza que foi preso e morto sob custódia israelense no contexto da guerra.
Em junho de 2024, um prisioneiro palestino libertado do campo de detenção de Sde Teiman testemunhou que prisioneiros foram estuprados por cães.
Em julho de 2024, Mohammed Arab, um jornalista preso em março enquanto cobria o cerco israelense ao Hospital Al-Shifa, testemunhou ao seu advogado Khaled Mahajneh que presenciou o uso sistemático de estupro, violência sexual, tortura e assassinatos no campo de detenção. Um detento "foi completamente despido e eletrocutado, seus genitais foram puxados". Arab também testemunhou que guardas israelenses agrediram sexualmente seis prisioneiros com um bastão na frente de outros detentos. Como Mahajneh relatou: "Quando ele falou sobre estupros, perguntei: 'Muhammad, você é jornalista, tem certeza disso?'... Mas ele disse que viu com seus próprios olhos, e que o que ele me contava era apenas uma pequena parte do que estava acontecendo lá."
No início de agosto, Ibrahim Salem, que apareceu em uma das primeiras fotos vazadas de Sde Teiman, foi libertado após ser detido por 52 dias sem acusação. Ele relatou tortura generalizada, inclusive por equipes médicas, além de eletrocussão durante interrogatórios, abusos sexuais, espancamentos constantes, desnudamento forçado, manipulação genital e frequentes casos de estupro cometidos por soldados homens e mulheres. Crianças também foram submetidas a estupro. Em um caso, um prisioneiro na faixa dos 40 anos foi algemado e forçado a se curvar sobre uma mesa enquanto uma soldada inseria os dedos e outros objetos em seu reto. Se o prisioneiro se movesse, um soldado homem posicionado à sua frente o espancava e o obrigava a permanecer naquela posição. Segundo Salem, "a maioria dos prisioneiros sairá com lesões retais [causadas pelo abuso sexual]." Em uma entrevista com a CNN, Salem afirmou que os palestinos foram transportados "como animais" para prisões israelenses em caminhões, e descreveu ser atingido nos genitais com detectores de metal, além de estuprado com um cassetete. Salem declarou: "Você expõe seu corpo a soldados homens e mulheres que te assediam e tocam suas partes sensíveis com objetos. Eles te batem nas nádegas, puxam seu cabelo, te chamam de obscenidades."
Em 5 de agosto de 2024, a B'Tselem publicou um relatório sobre abusos sistemáticos, tortura, violência sexual e estupro de detentos palestinos: "Bem-vindo ao Inferno: O Sistema Prisional Israelense como uma Rede de Campos de Tortura". O relatório inclui extensos testemunhos de palestinos. O The Guardian também entrevistou detentos palestinos, que corroboraram o relatório da B'Tselem, afirmando que as prisões deveriam ser classificadas como "campos de tortura". O relatório inclui o testemunho de um ex-detento palestino de Hebron, na Cisjordânia ocupada, identificado como "A. H.", que descreve uma tentativa de guardas israelenses de estuprá-lo com uma cenoura. A B'Tselem observa que incidentes semelhantes foram relatados por outros detentos palestinos.
Testemunhos de detentos palestinos libertados coletados pelo Channel 4 revelaram "alegações chocantes de abuso físico, psicológico e sexual" cometidos por forças israelenses. Em um testemunho, uma vítima de violência sexual relatou: "Quando a soldada me agarrou pelos testículos e pênis, ela me feriu com as unhas, cravando-as no meu pênis. Comecei a gritar e morder o arame."
Walid Khalili, paramédico e motorista de ambulância da Sociedade de Assistência Médica Palestina [en], detido em Sde Teiman, descreveu maus-tratos severos por soldados israelenses. Os detentos foram forçados a usar fraldas, suspensos por correntes presas a algemas de metal e submetidos a espancamentos. Khalili relatou sofrer choques elétricos a cada dois dias, posições de estresse, ser encharcado com água fria e tortura durante interrogatórios. Ele não recebeu cuidados médicos apesar de ter costelas quebradas, testemunhou a amputação da perna de um detento devido a algemas e viu outro detento morrer do que parecia ser uma parada cardíaca. Após 20 dias, as forças israelenses transferiram Khalili para uma instalação de detenção que ele identificou como a prisão "al-Naqab". Durante a transferência, ele foi algemado, vendado e disse que os soldados o ameaçaram com estupro. Em al-Naqab, Khalili encontrou outros detentos doentes e feridos, incluindo um homem que estava visivelmente "sangrando pelo ânus". O homem confidenciou a Khalili, como paramédico, que antes de sua detenção, "três soldados se revezaram estuprando-o com um M16. Ninguém mais sabia, mas ele me contou como paramédico. Ele estava aterrorizado. Sua saúde mental estava péssima, ele começou a falar sozinho."
Em outubro de 2024, uma comissão da ONU afirmou que milhares de adultos e crianças detidos em Gaza foram submetidos a "abusos generalizados e sistemáticos, violência física e psicológica, e violência sexual e de gênero". Ela descreveu casos de estupro e abuso de prisioneiros homens pelas Forças de Segurança Israelenses e afirmou que tal violência foi institucionalizada pelo Ministro de Segurança Nacional de Israel, Itamar Ben Gvir.
Em novembro de 2024, Mohammed Arab, correspondente da Al-Araby TV detido na prisão de Ofer após ser transferido de Sde Teiman, detalhou casos de tortura sexual cometidos por guardas israelenses, incluindo prisioneiros sendo estuprados por cães e atingidos nos genitais com cassetetes elétricos. Em outro caso, um prisioneiro foi estuprado com o bico de um extintor de incêndio, com os guardas esvaziando-o dentro dele até que ele desmaiasse.
Em janeiro de 2025, Israel recusou um pedido da ONU de Pramila Patten, Representante Especial do Secretário-Geral sobre Violência Sexual em Conflitos, para investigar alegações de violência sexual por soldados israelenses contra palestinos em detenção. O escritório de Patten afirmou que a recusa poderia levar à inclusão de Israel na lista da ONU de entidades responsáveis por violência sexual em conflitos. Grupos israelenses de direitos das mulheres compartilharam a mesma preocupação.
Em março de 2025, um enfermeiro que trabalhava no hospital Al-Shifa e foi detido pelas forças israelenses em novembro de 2023 testemunhou em uma audiência pública da ONU sobre o tratamento que sofreu por meses nas mãos de oficiais israelenses. Durante sua detenção, ele disse que foi forçado a se despir e sofreu espancamentos e ameaças de estupro. Durante um interrogatório em janeiro de 2024, ele foi atingido em todo o corpo, incluindo os genitais, e, como resultado, "estava sangrando por toda parte, sangrando pelo pênis, sangrando pelo ânus."
Também em março de 2025, um relatório da ONU da Comissão de Inquérito sobre o Território Palestino Ocupado acusou as FDI de usar violência sexual como um "método de guerra", afirmando que "violência sexual e de gênero, incluindo estupro e violência aos genitais, foi cometida sob ordens explícitas ou com incentivo implícito da liderança civil e militar de Israel". A Comissão afirmou que agressão sexual, assédio sexual e nudez forçada em público eram "procedimentos operacionais padrão" das Forças de Segurança Israelenses em relação aos palestinos.
O relatório também observou que soldados israelenses fotografam e divulgam online os abusos que cometem contra homens e meninos palestinos "para punir, humilhar e intimidá-los à submissão."

### Vídeo vazado de estupro coletivo
No final de julho, um prisioneiro palestino no Sde Teiman foi internado com ruptura intestinal e uma lesão grave no ânus. Ele também sofreu danos pulmonares e costelas quebradas. Um médico do campo de detenção relatou que o prisioneiro sofreu "ruptura intestinal, lesões graves no ânus, danos pulmonares e costelas quebradas".
Posteriormente, nove reservistas israelenses, incluindo um major, foram presos sob suspeita de terem sodomizado o prisioneiro e de maus-tratos. Manifestantes, incluindo membros do Knesset, invadiram a base onde os reservistas estavam detidos, exigindo sua libertação.
Em 6 de agosto, o Keshet 12 de Israel transmitiu um vídeo de vigilância vazado de Sde Teiman, que supostamente mostrava soldados israelenses estuprando coletivamente um prisioneiro palestino. Parlamentares israelenses condenaram o vazamento do vídeo, com o Ministro das Finanças Bezalel Smotrich pedindo uma "investigação criminal imediata" para identificar a fonte do vazamento, descrevendo o vídeo como tendo "causado enorme dano a Israel internacionalmente". A relatora especial da ONU sobre tortura, Alice Jill Edwards [en], condenou o vídeo e o caso em questão, chamando-o de "particularmente horrível" e pediu que os responsáveis fossem responsabilizados. Quando questionado diretamente sobre o vídeo, o porta-voz do Departamento de Estado dos EUA, Matthew Miller [en], afirmou que o governo dos EUA estava ciente e havia visto o vídeo, pedindo uma investigação completa, pois deve haver tolerância zero para abuso sexual ou estupro de qualquer detento.
O Ministro de Segurança Nacional Itamar Ben-Gvir defendeu a brutalidade dos soldados israelenses, dizendo que qualquer ação em nome da segurança do Estado de Israel é permissível. O Ministro Smotrich, da mesma forma, parecia mais preocupado com o "crime" de vazar o vídeo do que com os atos violentos que ele revelou. Ministros do governo participaram dos tumultos em apoio aos soldados detidos. Um relatório da Comissão de Direitos Humanos da ONU publicado em março de 2025 citou o apoio fornecido por ministros israelenses aos soldados incriminados como um exemplo de como o abuso sexual de palestinos é encorajado pela "liderança civil e militar de alto escalão" em Israel.

## Execução de mulheres em Gaza
Em 19 de fevereiro de 2024, um grupo de relatores especiais da ONU relatou alegações de que mulheres e crianças palestinas foram alvos e mortas "arbitrariamente" em Gaza. Algumas foram mortas enquanto seguravam pedaços de pano branco, buscando refúgio ou fugindo.

## Abuso sexual na Faixa de Gaza
Em maio de 2024, um grupo de relatores especiais da ONU condenou a violência sexual "inaceitável" e os desaparecimentos forçados de mulheres e crianças em Gaza, afirmando: "Estamos chocados que mulheres estejam sendo alvos de Israel com ataques tão cruéis, indiscriminados e desproporcionais".

### Ameaças de estupro e violência sexual
Mulheres palestinas em Gaza alegaram sofrer ameaças de estupro e violência sexual por soldados israelenses invasores. Em entrevista ao Euro-Mediterranean Human Rights Monitor [en], uma mulher palestina grávida descreveu ter sido forçada a se despir por um soldado israelense, que a ameaçou de estupro.
Vários prisioneiros palestinos [en] relataram ameaças de estupro após o início da guerra. Uma dessas mulheres, a jornalista Lama Khater [en], relatou ameaças de estupro contra prisioneiras, incluindo ela mesma: "Eles ameaçaram me estuprar... Ficou claro que o objetivo era me intimidar." Israel negou as alegações e ameaçou processar o advogado dela por incitação [en]. Outra prisioneira palestina libertada fez alegações semelhantes.
Em junho de 2025, várias fotos circularam nas redes sociais supostamente mostrando sacos de café enviados a soldados das FDI com uma mensagem em hebraico incentivando-os a estuprar palestinos "com uma barra de ferro enferrujada até sangrar". As fotos receberam apoio de israelenses online.

## Destruição dos direitos reprodutivos
Em seu relatório de março de 2025 sobre violência sexual e de gênero contra o povo palestino, a Comissão de Direitos Humanos da ONU também examinou os ataques de Israel a instalações médicas na Faixa de Gaza, com foco particular em um bombardeio israelense em dezembro de 2023 contra o Centro de Fertilização In Vitro Al-Basma, a principal clínica de fertilização in vitro do território, na Cidade de Gaza. A comissão concluiu, a partir de uma análise visual de fotos dos danos, que o ataque foi consistente com fogo de artilharia israelense e foi realizado intencionalmente. Mais de 4.000 embriões foram destruídos no bombardeio, além de 1.000 amostras de esperma e óvulos. O relatório constatou que o ataque se enquadra em "duas categorias de atos genocidas no Estatuto de Roma e na Convenção sobre Genocídio, incluindo a imposição deliberada de condições de vida destinadas a causar a destruição física dos palestinos e a imposição de medidas destinadas a impedir nascimentos." Outra forma de ataque aos direitos reprodutivos, listada pela Comissão entre os atos genocidas cometidos por Israel contra o povo palestino, é o bloqueio de medicamentos para gravidez, partos e cuidados neonatais na Faixa de Gaza.

## Cobertura na mídia

### Postagens nas redes sociais por membros das FDI
Vídeos e fotos de soldados israelenses mexendo nas roupas íntimas de mulheres palestinas em Gaza viralizaram, levando a MIFTAH, uma organização palestina de defesa dos direitos das mulheres, a afirmar que eles demonstravam "depravação". Em um vídeo, um soldado das FDI grava a si mesmo mexendo no guarda-roupa de uma mulher palestina, incluindo suas roupas íntimas, enquanto faz comentários depreciativos e sexistas sobre mulheres árabes. Outra imagem mostra dois soldados homens das FDI, um usando o sutiã de uma mulher palestina enquanto o outro está ao lado, apalpando o sutiã vazio e mostrando a língua, enquanto outro soldado das FDI é gravado detalhando como pretende levar pertences de mulheres palestinas para sua namorada em Israel. Um vídeo foi postado por um soldado das FDI mostrando-o sentado em cima de um tanque segurando um manequim feminino vestido com um sutiã preto e capacete, afirmando: "Encontrei uma esposa linda, relacionamento sério em Gaza, mulher incrível."
Uma porta-voz do Escritório de Direitos Humanos da ONU, Ravina Shamdasani, classificou as postagens como "...desrespeitosas às mulheres palestinas, e a todas as mulheres." Um professor assistente de direito na Queen's University, no Canadá, afirmou que as postagens violam o artigo 27 da Quarta Convenção de Genebra, que estabelece que todos os civis têm direito ao respeito, com as mulheres sendo especialmente protegidas contra qualquer ataque à sua honra.

### Alegação de relato falso
Em 24 de março de 2024, a Al Jazeera relatou em seu blog ao vivo uma alegação contra as FDI de cometer estupro no Hospital Shifa. A história foi baseada no testemunho de Jamila al-Hissi (também transliterada como Jamila Al-Hessi), uma mulher de Gaza, que disse ter visto soldados das FDI "estuprando mulheres, depois as matando e queimando famílias inteiras vivas." Esses relatos rapidamente ganharam atenção internacional e provocaram ampla condenação. No entanto, posteriormente, foi relatado que uma investigação do Hamas determinou que suas alegações eram falsas. Yasser Abuhilalah, colunista e ex-diretor da Al Jazeera, disse nas redes sociais que o Hamas considerou a alegação infundada. Ele acrescentou que "a mulher que falou sobre estupro justificou seu exagero e discurso incorreto dizendo que o objetivo era despertar o fervor e a fraternidade da nação." Em resposta, no dia seguinte, a Al Jazeera primeiro removeu seu vídeo e depois o conteúdo de seu blog ao vivo.

## Reações internacionais
Em resposta ao relatório da ONU, um porta-voz do Departamento de Estado dos Estados Unidos disse: "Civis e detidos devem ser tratados com humanidade, de acordo com o direito humanitário internacional." A Sociedade de Prisioneiros Palestinos afirmou repetidamente que homens e mulheres palestinos foram submetidos a graves agressões sexuais, incluindo tentativas de estupro e buscas com desnudamento invasivas. Ela citou vídeos e dezenas de testemunhos documentados por grupos de direitos como a B'Tselem.
Em 8 de agosto de 2024, os EUA e a União Europeia denunciaram supostos abusos sexuais e tortura de prisioneiros palestinos por tropas israelenses. "A UE está gravemente preocupada com as alegações de violações e abusos de direitos humanos, incluindo tortura e abuso sexual de detentos palestinos na instalação militar de Sde Teiman em Israel e em outros lugares", disse Peter Stano, porta-voz do serviço diplomático do bloco. Ele também pediu que Israel permita visitas de trabalhadores humanitários da Cruz Vermelha às prisões onde palestinos estão detidos.
O porta-voz do Departamento de Estado dos Estados Unidos, Matthew Miller, disse em 7 de agosto: "Vimos o vídeo, e os relatos de abuso sexual de detidos são horríveis. Deve haver tolerância zero para abuso sexual ou estupro de qualquer detento, ponto final." Miller pediu ainda que Israel conduza uma investigação "rápida" e "completa" de si mesma. Philip H. Gordon [en], conselheiro de Segurança Nacional da vice-presidente dos EUA, pediu uma investigação sobre abusos em prisões israelenses, afirmando: "Os perpetradores de violência sexual em qualquer lugar devem ser responsabilizados".
Os EUA afirmaram que não podiam confirmar de forma independente os relatos anteriores de abuso sexual no relatório da ONU de fevereiro, e Israel criticou o relatório como tendencioso. Israel alegou que um dos autores do relatório havia legitimado retoricamente o ataque do Hamas em 7 de outubro dias antes do painel da ONU, e que outro havia "publicamente duvidado dos testemunhos de vítimas israelenses de violência sexual e de gênero." A missão israelense nas Nações Unidas em Genebra, Suíça, declarou que "Israel rejeita veementemente as alegações desprezíveis e infundadas publicadas hoje por um grupo de supostos especialistas da ONU".
Em um artigo de opinião no The New Arab, Maryam Aldossari criticou o silêncio de feministas ocidentais sobre a violência sexual de Israel contra palestinos, afirmando: "Permanecer em silêncio sobre uma das piores atrocidades contra mulheres e crianças em nossa vida é indefensável." Alice Jill Edwards, relatora especial da ONU sobre tortura, condenou o suposto abuso sexual de detentos no Campo de detenção de Sde Teiman, afirmando: "Não há circunstâncias em que tortura sexual ou tratamento desumano e degradante sexualizado possam ser justificados".

## Refereências
1. 1 2 3  Robertson, Nick (19 de fevereiro de 2024). «UN experts condemn 'credible' reports of executions, sexual assault by Israeli soldiers» [Especialistas da ONU condenam relatos "críveis" de execuções e agressão sexual por soldados israelenses]. The Hill (em inglês). Consultado em 7 de julho de 2025. Cópia arquivada em 9 de abril de 2024
2. ↑  «Video appears to show IDF soldiers sexually abusing Palestinian detainee» [Vídeo parece mostrar soldados das FDI abusando sexualmente de detento palestino]. Sky News (em inglês). Consultado em 7 de julho de 2025
3. 1 2 3  «'Raped by female soldiers': Palestinian in leaked Sde Teiman photo speaks out» ["Estuprado por soldadas": Palestino em foto vazada de Sde Teiman fala sobre o caso]. Middle East Eye (em inglês). Consultado em 7 de julho de 2025
4. ↑  «Israeli soldiers have been sexually assaulting Palestinian women for decades. Now they're speaking out» [Soldados israelenses têm abusado sexualmente de mulheres palestinas por décadas. Agora elas estão falando]. Middle East Eye (em inglês). 3 de dezembro de 2024. Consultado em 7 de julho de 2025
5. ↑  «Palestinian in leaked Sde Teiman photo speaks out» [Palestino em foto vazada de Sde Teiman fala sobre o caso]. Middle East Eye (em inglês). 10 de agosto de 2024. Consultado em 7 de julho de 2025. Arquivado do original em 11 de agosto de 2024
6. ↑  «Palestinians recount deadly abuse in Israeli prisons: 'It is Guantánamo'» [Palestinos relatam abusos mortais em prisões israelitas: "É Guantánamo"]. Washington Post (em inglês). 29 de julho de 2024. Consultado em 7 de julho de 2025
7. 1 2 3 4 5 6 7  «Welcome to Hell: The Israeli Prison System as a Network of Torture Camps» [Bem-vindo ao inferno: O sistema prisional israelense como uma rede de campos de tortura]. B'Tselem (em inglês). Consultado em 7 de julho de 2025
8. ↑  «Report: Evidence of Israel's sexual violence, gang rape during war on Gaza» [Relatório: Evidências de violência sexual e estupro coletivo por Israel durante a guerra em Gaza]. Middle East Monitor (em inglês). 11 de janeiro de 2025. Consultado em 7 de julho de 2025
9. 1 2 3 4  Borger, Julian (22 de fevereiro de 2024). «Claims of Israeli sexual assault of Palestinian women are credible, UN panel says» [Alegações de agressão sexual israelense contra mulheres palestinas são críveis, diz painel da ONU]. The Guardian (em inglês). ISSN 0261-3077. Consultado em 7 de julho de 2025. Cópia arquivada em 10 de abril de 2024
10. ↑  
  - «Palestinian Released From Israeli Prison Describes Beatings, Sexual Abuse and Torture» [Palestino libertado de prisão israelense descreve espancamentos, abuso sexual e tortura]. Haaretz (em inglês). 28 de abril de 2024. Consultado em 7 de julho de 2025. Cópia arquivada em 30 de julho de 2024
  - «Sde Teiman Doctor Who Saw Abused Gazan Detainee: 'I Couldn't Believe an Israeli Prison Guard Could Do Such a Thing'» [Médico de Sde Teiman que viu detento gazense abusado: "Não podia acreditar que um guarda prisional israelense pudesse fazer tal coisa"]. Haaretz (em inglês). 30 de julho de 2024. Consultado em 7 de julho de 2025. Cópia arquivada em 30 de julho de 2024
  - Iraqi, Amjad (27 de junho de 2024). «'More horrific than Abu Ghraib': Lawyer recounts visit to Israeli detention center» ["Mais horrível que Abu Ghraib": Advogado relata visita a centro de detenção israelense]. +972 Magazine (em inglês). Consultado em 7 de julho de 2025
  - «Palestinians recount deadly abuse in Israeli prisons: 'It is Guantánamo'» [Palestinos relatam abusos mortais em prisões israelitas: "É Guantánamo"]. Washington Post (em inglês). Consultado em 7 de julho de 2025
11. 1 2  «Beatings, deprivation, torture, rape: Palestinians speak of the 'hell' of Israeli prisons» [Espancamentos, privações, tortura, estupro: Palestinos falam do "inferno" das prisões israelenses]. Le Monde (em inglês). 12 de julho de 2024. Consultado em 7 de julho de 2025
12. 1 2 3  «Israeli authorities, Palestinian armed groups are responsible for war crimes, other grave violations of international law, UN Inquiry finds» [Autoridades israelenses e grupos armados palestinos são responsáveis por crimes de guerra e outras graves violações do direito internacional, conclui investigação da ONU]. UN Human Rights Office (em inglês). 12 de junho de 2024. Consultado em 7 de julho de 2025
13. 1 2 3  Graham-Harrison, Emma; Taha, Sufian; McKernan, Bethan; Kierszenbaum, Quique (5 de agosto de 2024). «Torture, abuse and humiliation: Palestinians on Israeli prison 'hell'» [Tortura, abuso e humilhação: Palestinos no "inferno" das prisões israelenses]. The Guardian (em inglês). ISSN 0261-3077. Consultado em 7 de julho de 2025
14. 1 2  McKernan, Bethan; Graham-Harrison, Emma; Kierszenbaum, Quique; Taha, Sufian (5 de agosto de 2024). «Palestinian prisoners describe systemic abuse in Israel's jails» [Prisioneiros palestinos descrevem abuso sistêmico nas prisões de Israel]. The Guardian (em inglês). ISSN 0261-3077. Consultado em 7 de julho de 2025
15. 1 2 3  Gritten, David (13 de março de 2025). «UN experts accuse Israel of sexual violence and 'genocidal acts' in Gaza» [Especialistas da ONU acusam Israel de violência sexual e "atos genocidas" em Gaza]. BBC News (em inglês). Consultado em 7 de julho de 2025
16. 1 2  «Israel's attacks on reproductive healthcare in Gaza 'genocidal': UN probe» [Ataques de Israel à saúde reprodutiva em Gaza são "genocidas": investigação da ONU]. Al Jazeera English (em inglês). 13 de março de 2025. Consultado em 7 de julho de 2025
17. ↑  «Israeli attacks on Gaza maternity wards and IVF clinic 'genocidal acts', says UN» [Ataques israelenses a maternidades e clínica de fertilização in vitro em Gaza são "atos genocidas", diz ONU]. The Guardian (em inglês). 13 de março de 2025. Consultado em 7 de julho de 2025
18. ↑  Shakir, Omar (27 de abril de 2021). «A Threshold Crossed» [Um limiar cruzado]. Human Rights Watch (em inglês). Consultado em 7 de julho de 2025
19. 1 2  «Pattern of discriminatory Israeli police violations against Palestinians» [Padrão de violações discriminatórias da polícia israelense contra palestinos]. Amnesty International (em inglês). 24 de junho de 2021. Consultado em 7 de julho de 2025
20. ↑  «Defenceless: The Impact of Israeli Military Detention on Palestinian Children - occupied Palestinian territory» [Indefesos: O impacto da detenção militar israelense em crianças palestinas - território palestino ocupado]. Save the Children (em inglês). 9 de julho de 2023. Consultado em 7 de julho de 2025
21. ↑  «Torture in Israel Today» [Tortura em Israel hoje]. Stop Torture (em inglês). Consultado em 7 de julho de 2025
22. ↑  «Public Committee Against Torture in Israel (PCATI)» [Comitê Público contra Tortura em Israel (PCATI)]. OMCT (em inglês). Consultado em 7 de julho de 2025
23. ↑  Weishut, Daniel (2015). «Sexual torture of Palestinian men by Israeli authorities» [Tortura sexual de homens palestinos por autoridades israelenses] (PDF). Reproductive Health Matters. 23 (46): 71–84. PMID 26718999. doi:10.1016/j.rhm.2015.11.019. Consultado em 7 de julho de 2025. Cópia arquivada (PDF) em 21 de fevereiro de 2024 – via The Consortium on Gender, Security and Human Rights
24. ↑  Gessen, Masha (20 de julho de 2024). «What We Know About the Weaponization of Sexual Violence on October 7th» [O que sabemos sobre a instrumentalização da violência sexual em 7 de outubro]. The New Yorker (em inglês). ISSN 0028-792X. Consultado em 7 de julho de 2025
25. ↑  «Israel shut down NGO for reporting rape of teenager, ex-US official says» [Israel fechou ONG por relatar estupro de adolescente, diz ex-funcionário dos EUA]. Middle East Eye (em inglês). Consultado em 7 de julho de 2025
26. ↑  Elizur, Yoel (23 de dezembro de 2024). «'When you enter Gaza, you are God': Inside the minds of IDF soldiers who commit war crimes | Opinion» ["Quando você entra em Gaza, você é Deus": Dentro da mente de soldados das FDI que cometem crimes de guerra | Opinião]. Haaretz (em inglês). Consultado em 7 de julho de 2025. Cópia arquivada em 24 de dezembro de 2024
27. 1 2  «UN experts warn of Israeli violations against Palestinian women, girls» [Especialistas da ONU alertam sobre violações israelenses contra mulheres e meninas palestinas]. Al Jazeera. 19 de fevereiro de 2024. Consultado em 7 de julho de 2025. Cópia arquivada em 10 de abril de 2024
28. ↑  United Nations Department of Global Communications, ed. (19 de fevereiro de 2024). «Rights experts call for probe into alleged violations against Palestinian women and girls» [Especialistas em direitos pedem investigação sobre supostas violações contra mulheres e meninas palestinas]. United Nations News (em inglês). Consultado em 7 de julho de 2025. Cópia arquivada em 17 de março de 2024
29. 1 2  Roth, Richard; Damanhoury, Kareem El; Greene, Richard Allen (20 de fevereiro de 2024). «UN experts demand investigation into claims Israeli forces killed, raped and sexually assaulted Palestinian women and girls» [Especialistas da ONU exigem investigação sobre alegações de que forças israelenses mataram, estupraram e agrediram sexualmente mulheres e meninas palestinas]. CNN (em inglês). Consultado em 7 de julho de 2025
30. 1 2 3 4  Office of the United Nations High Commissioner for Human Rights, ed. (19 de fevereiro de 2024). «Israel/oPt: UN experts appalled by reported human rights violations against Palestinian women and girls» [Israel/TPO: Especialistas da ONU chocados com violações de direitos humanos relatadas contra mulheres e meninas palestinas] (em inglês). Geneva. Consultado em 7 de julho de 2025. Cópia arquivada em 10 de abril de 2024
31. 1 2  Cullinan, Maeve (21 de fevereiro de 2024). «Sexual violence against Palestinian women 'may be higher than first thought', says UN expert» [Violência sexual contra mulheres palestinas "pode ser maior do que se pensava inicialmente", diz especialista da ONU]. The Daily Telegraph (em inglês). Consultado em 7 de julho de 2025. Cópia arquivada em 10 de abril de 2024
32. ↑  «Feminists worldwide must stand in solidarity with Palestinian victims» [Feministas em todo o mundo devem se solidarizar com as vítimas palestinas]. Middle East Eye (em inglês). Consultado em 7 de julho de 2025
33. ↑  Hearst, Katherine (19 de fevereiro de 2024). «Palestinian women and girls raped and sexually assaulted in Israeli detention, UN experts say» [Mulheres e meninas palestinas estupradas e agredidas sexualmente em detenção israelense, dizem especialistas da ONU]. Middle East Eye (em inglês). Consultado em 7 de julho de 2025. Cópia arquivada em 8 de abril de 2024
34. 1 2  Lewis, Simon; Pamuk, Humeyra. «US reviewing reports of civilian harm by Israel, State Dept says» [EUA revisam relatórios de danos a civis por Israel, diz Departamento de Estado]. Reuters (em inglês). Consultado em 7 de julho de 2025
35. ↑  «Systematic Violation of Human Rights: The Incarceration Conditions of Palestinians in Israel Since October 7» [Violação sistemática de direitos humanos: As condições de encarceramento de palestinos em Israel desde 7 de outubro]. Physicians for Human Rights, Israel (em inglês). 19 de fevereiro de 2024. Consultado em 7 de julho de 2025
36. ↑  Frankel, Julia (2 de março de 2024). «'They wanted to humiliate us.' Palestinian women detained by Israel allege abuse in Israeli custody» ["Eles queriam nos humilhar." Mulheres palestinas detidas por Israel alegam abuso em custódia israelense]. Associated Press (em inglês). Consultado em 7 de julho de 2025. Cópia arquivada em 23 de março de 2024
37. 1 2 3  «The Independent International Commission of Inquiry on the Occupied Palestinian Territory, including East Jerusalem, and Israel» [A Comissão Internacional Independente de Inquérito sobre o Território Palestino Ocupado, incluindo Jerusalém Oriental, e Israel]. United Nations Human Rights Council (em inglês). Consultado em 7 de julho de 2025
38. ↑  Pokharel, Sugam; Nicholls, Catherine; Yeung, Jessie; Karadsheh, Jomana (12 de junho de 2024). «UN inquiry finds Israel and Hamas have both committed war crimes since October 7» [Inquérito da ONU conclui que Israel e Hamas cometeram crimes de guerra desde 7 de outubro]. CNN (em inglês). Consultado em 7 de julho de 2025
39. ↑  «'Forced us to undress': Palestinian women detail Israeli sexual assaults in Kamal Adwan raid» ["Nos forçaram a nos despir": Mulheres palestinas detalham agressões sexuais israelenses durante ataque a Kamal Adwan]. Middle East Eye (em inglês). Consultado em 7 de julho de 2025
40. 1 2  «"More than a human can bear": Israel's systematic use of sexual, reproductive and other forms of gender-based violence since 7 October 2023» ["Mais do que um humano pode suportar": O uso sistemático de Israel de violência sexual, reprodutiva e outras formas de violência baseada em gênero desde 7 de outubro de 2023] (PDF). Independent International Commission of Inquiry on the Occupied Palestinian Territory (em inglês). 13 de março de 2025. Consultado em 7 de julho de 2025
41. 1 2  «Inside Israel's 'torture' jails where Palestinians tell of physical and mental abuse» [Dentro das prisões de "tortura" de Israel onde palestinos relatam abusos físicos e mentais]. The Independent (em inglês). 29 de março de 2025. Consultado em 7 de julho de 2025
42. ↑  «Israel's actions in Gaza 'intentional attack on civilians': UN inquiry» [Ações de Israel em Gaza são "ataque intencional a civis": investigação da ONU]. Al Jazeera (em inglês). Consultado em 7 de julho de 2025
43. ↑  Monitor, Euro-Med Human Rights. «Israel must be added to UN's sexual violence blacklist» [Israel deve ser incluído na lista negra da ONU de violência sexual]. Euro-Med Human Rights Monitor (em inglês). Consultado em 7 de julho de 2025
44. ↑  Kingsley, Patrick; Shbair, Bilal. «Inside the Base Where Israel Has Detained Thousands of Gazans» [Dentro da base onde Israel deteve milhares de gazenses]. The New York Times (em inglês). Consultado em 7 de julho de 2025
45. ↑  Cordall, Simon Speakman (24 de novembro de 2024). «Dying in 'Hell': The fate of Palestinian medics jailed by Israel» [Morrendo no "inferno": O destino de médicos palestinos presos por Israel]. Al Jazeera (em inglês). Consultado em 7 de julho de 2025
46. 1 2 3 4  Zoubi, Baker (27 de junho de 2024). «More horrific than Abu Ghraib': Lawyer recounts visit to Israeli detention center» ["Mais horrível que Abu Ghraib": Advogado relata visita a centro de detenção israelense]. +972 Magazine (em inglês). Consultado em 7 de julho de 2025
47. ↑  «Israeli strikes on school and camp kill at least 48 in Gaza» [Ataques israelenses em escola e campo matam pelo menos 48 em Gaza]. The New Arab (em inglês). Consultado em 7 de julho de 2025
48. ↑  «Palestinian in leaked Sde Teiman photo speaks out» [Palestino em foto vazada de Sde Teiman fala sobre o caso]. Middle East Eye (em inglês). 10 de agosto de 2024. Consultado em 7 de julho de 2025. Cópia arquivada em 11 de agosto de 2024
49. 1 2  Ebrahim, Nadeen (25 de agosto de 2024). «'They told me to strip.' Former Palestinian detainee says he was sexually abused in an Israeli prison» ["Eles me mandaram tirar a roupa." Ex-detento palestino diz que foi abusado sexualmente em prisão israelense]. CNN (em inglês). Consultado em 7 de julho de 2025
50. ↑  «Palestinian prisoner from viral photo tells CNN about abuse, sexual assault at Sde Teiman» [Prisioneiro palestino de foto viral conta à CNN sobre abuso e agressão sexual em Sde Teiman]. The Jerusalem Post (em inglês). Consultado em 7 de julho de 2025
51. ↑  Kermani, Secunder. «Palestinian detainees allege torture and sexual abuse by Israeli captors» [Detentos palestinos alegam tortura e abuso sexual por captores israelenses]. Channel 4 (em inglês). Consultado em 7 de julho de 2025
52. ↑  Ansari, Milena (26 de agosto de 2024). «A Palestinian Paramedic's Ordeal in Israeli Detention» [O sofrimento de um paramédico palestino em detenção israelense]. Human Rights Watch (em inglês). Consultado em 7 de julho de 2025. Cópia arquivada em 26 de agosto de 2024
53. ↑  «UN-backed experts say Israel is destroying Gaza's health sector and both sides have tortured people» [Especialistas apoiados pela ONU dizem que Israel está destruindo o setor de saúde de Gaza e ambos os lados torturaram pessoas]. AP News (em inglês). 10 de outubro de 2024. Consultado em 7 de julho de 2025
54. ↑  Basyouni, Ahmed. «New Palestinian testimonies reveal horrors of Israel's prisons» [Novos testemunhos palestinos revelam horrores das prisões de Israel]. The New Arab (em inglês). Consultado em 7 de julho de 2025. Cópia arquivada em 25 de fevereiro de 2025
55. ↑  Rozovsky, Liza (8 de janeiro de 2025). «Israel blocks UN Hamas sexual crimes probe to avoid inquiry into abuse of Palestinians» [Israel bloqueia investigação da ONU sobre crimes sexuais do Hamas para evitar inquérito sobre abuso de palestinos]. Haaretz (em inglês). Consultado em 7 de julho de 2025. Cópia arquivada em 20 de fevereiro de 2025
56. ↑  «'Humiliated': Palestinian victims of Israel sexual abuse testify at UN» ["Humilhados": Vítimas palestinas de abuso sexual por Israel testemunham na ONU]. Radio France Internationale (em inglês). 12 de março de 2025. Consultado em 7 de julho de 2025
57. 1 2  «Rights probe alleges sexual violence against Palestinians by Israeli forces used as 'method of war'» [Investigação de direitos alega violência sexual contra palestinos por forças israelenses usada como "método de guerra"]. United Nations (em inglês). 13 de março de 2025. Consultado em 7 de julho de 2025
58. ↑  «UN experts accuse Israel of 'genocidal acts' and sexual violence as a war strategy in Gaza» [Especialistas da ONU acusam Israel de "atos genocidas" e violência sexual como estratégia de guerra em Gaza]. Australia Broadcasting Corporation (em inglês). 14 de março de 2025. Consultado em 7 de julho de 2025
59. ↑  Peled, Anat; AbdulKarim, Fatima; Abdel-Baqui, Omar (6 de agosto de 2024). «Sexual-Abuse Case Rocking Israel's Military Broke After Doctors Sounded Alarm» [Caso de abuso sexual que abala o exército de Israel veio à tona após médicos soarem o alarme]. The Wall Street Journal (em inglês). Consultado em 7 de julho de 2025
60. ↑  Shezaf, Hagar; Peleg, Bar; Shimoni, Ran (30 de julho de 2024). «Sde Teiman Doctor Who Saw Abused Gazan Detainee: 'I Couldn't Believe an Israeli Prison Guard Could Do Such a Thing'» [Médico de Sde Teiman que viu detento gazense abusado: "Não podia acreditar que um guarda prisional israelense pudesse fazer tal coisa"]. Haaretz (em inglês). Consultado em 7 de julho de 2025. Cópia arquivada em 30 de julho de 2024
61. ↑  Fabian, Emanuel (29 de julho de 2024). «Military Police raid IDF detention facility, 9 held, over 'serious abuse of a detainee'» [Polícia militar invade instalação de detenção das FDI, 9 detidos por "abuso grave de um detento"]. The Times of Israel (em inglês). Consultado em 7 de julho de 2025. Cópia arquivada em 3 de agosto de 2024
62. ↑  «Doctor who reported abuse of Palestinian detainee: I blamed fellow prisoners» [Médico que relatou abuso de detento palestino: Eu culpei outros prisioneiros]. The Times of Israel (em inglês). 3 de agosto de 2024. Consultado em 7 de julho de 2025. Cópia arquivada em 8 de agosto de 2024
63. ↑  «Israeli far-right politicians protest arrest of soldiers suspected of abuse» [Políticos israelenses de extrema-direita protestam contra prisão de soldados suspeitos de abuso]. Al Jazeera (em inglês). 29 de julho de 2024. Consultado em 7 de julho de 2025. Cópia arquivada em 8 de agosto de 2024
64. ↑  Frankel, Julia; Melzer, Natalie (30 de julho de 2024). «Probe of soldiers over alleged sexual abuse fuels tension between Israeli military and hard-liners» [Investigação de soldados por suposto abuso sexual alimenta tensão entre militares israelenses e linha-dura]. AP News (em inglês). Consultado em 7 de julho de 2025
65. ↑  Valdez, Jonah (9 de agosto de 2024). «Video of Sexual Abuse at Israeli Prison Is Just Latest Evidence Sde Teiman Is a Torture Site» [Vídeo de abuso sexual em prisão israelense é apenas a mais recente evidência de que Sde Teiman é um local de tortura]. The Intercept (em inglês). Consultado em 7 de julho de 2025
66. ↑  Ali, Faisal (8 de agosto de 2024). «Israeli media airs footage showing alleged sexual abuse of Palestinian detainee – video» [Mídia israelense exibe imagens mostrando suposto abuso sexual de detento palestino – vídeo]. The Guardian (em inglês). Consultado em 7 de julho de 2025. Cópia arquivada em 9 de agosto de 2024
67. ↑  John, Tara (7 de agosto de 2024). «State Dept calls for Israel to investigate allegations of 'horrific' sexual abuse of Palestinian detainees» [Departamento de Estado pede que Israel investigue alegações de abuso sexual "horrível" de detentos palestinos]. CNN (em inglês). Consultado em 7 de julho de 2025. Cópia arquivada em 9 de agosto de 2024
68. 1 2  «UN expert condemns alleged sexual assault of Palestinian in Israeli custody» [Especialista da ONU condena suposta agressão sexual de palestino sob custódia israelense]. The Jerusalem Post (em inglês). 16 de agosto de 2024. Consultado em 7 de julho de 2025
69. ↑  Almendral, Aurora (10 de agosto de 2024). «U.S. decries reported sexual abuse of Palestinian prisoners after graphic video aired on Israeli TV» [EUA condenam abuso sexual relatado de prisioneiros palestinos após vídeo gráfico exibido na TV israelense]. NBC News (em inglês). Consultado em 7 de julho de 2025
70. ↑  Speakman Cordall, Simon (9 de agosto de 2024). «'Everything is legitimate': Israeli leaders defend soldiers accused of rape» ["Tudo é legítimo": Líderes israelenses defendem soldados acusados de estupro]. Al Jazeera (em inglês). Consultado em 7 de julho de 2025
71. ↑  Ward, Clarissa; Swails, Brent; Khadder, Kareem; Mackintosh, Eliza (26 de janeiro de 2024). «She was fleeing with her grandson, who was holding a white flag. Then she was shot» [Ela fugia com seu neto, que segurava uma bandeira branca. Então, ela foi baleada]. CNN (em inglês). Consultado em 7 de julho de 2025
72. ↑  Agence France-Presse (ed.). «UN Experts Condemn Israel's 'Sexual Assault And Violence' In Gaza» [Especialistas da ONU condenam "agressão sexual e violência" de Israel em Gaza]. Barron's (em inglês). Consultado em 7 de julho de 2025
73. 1 2  Monitor, Euro-Med Human Rights. «Field executions, torture, and threats of rape: In Gaza, Israel's army replicates the crimes committed by Zionist gangs in 1948» [Execuções em campo, tortura e ameaças de estupro: Em Gaza, o exército de Israel replica os crimes cometidos por gangues sionistas em 1948]. Euro-Med Human Rights Monitor (em inglês). Consultado em 7 de julho de 2025. Cópia arquivada em 17 de dezembro de 2023
74. ↑  «UN rights office 'seriously concerned' about Israel's increased arrest of Palestinians» [Escritório de direitos da ONU "seriamente preocupado" com o aumento de prisões de palestinos por Israel]. Reuters (em inglês). 1 de dezembro de 2023. Consultado em 7 de julho de 2025. Cópia arquivada em 2 de dezembro de 2023
75. 1 2  «Israel's war on Gaza: List of key events, day 55» [Guerra de Israel em Gaza: Lista de eventos-chave, dia 55]. Al Jazeera (em inglês). 30 de novembro de 2023. Consultado em 7 de julho de 2025. Cópia arquivada em 29 de fevereiro de 2024
76. 1 2  «Female prisoners threatened with sexual assault, subject to naked beatings» [Prisioneiras ameaçadas com agressão sexual, submetidas a espancamentos despidas]. Middle East Eye (em inglês). Consultado em 7 de julho de 2025. Cópia arquivada em 8 de abril de 2024
77. ↑  Williamson, Lucy (1 de dezembro de 2023). «Released Palestinians allege abuse in Israeli jails» [Palestinos libertados alegam abuso em prisões israelenses]. BBC News (em inglês). Consultado em 7 de julho de 2025. Cópia arquivada em 21 de fevereiro de 2024
78. ↑  Rapaport, Nadav (11 de junho de 2025). «'Rape them with a rusty bar': Message sent to Israeli troops on coffee bag draws online support» ["Estupre-os com uma barra enferrujada": Mensagem enviada a tropas israelenses em saco de café ganha apoio online]. Middle East Eye (em inglês). Consultado em 7 de julho de 2025. Cópia arquivada em 12 de junho de 2025
79. ↑  MIFTAH [@miftahpal] (5 de março de 2024). «Footage of Israeli soldiers celebrating with the lingerie of Palestinian women who have been displaced or killed by them is an integral part of the genocide and attempted psychological domination over Gaza, and a key example of their depravity and impunity. #CeasefireNOW» [Imagens de soldados israelenses celebrando com a lingerie de mulheres palestinas que foram deslocadas ou mortas por eles são parte integrante do genocídio e da tentativa de dominação psicológica sobre Gaza, e um exemplo-chave de sua depravação e impunidade. #CeasefireNOW] (Tweet) (em inglês). Consultado em 7 de julho de 2025 – via Twitter
80. ↑  Kottasová, Ivana (15 de dezembro de 2023). «Videos show Israeli soldiers in Gaza burning food, vandalizing a shop and ransacking private homes» [Vídeos mostram soldados israelenses em Gaza queimando comida, vandalizando uma loja e saqueando casas particulares]. CNN (em inglês). Consultado em 7 de julho de 2025
81. ↑  Berman, Nina (29 de fevereiro de 2024). «Violating intimacies» [Violando intimidades]. Mondoweiss (em inglês). Consultado em 7 de julho de 2025
82. 1 2  Shirbon, Estelle; Grzanka, Pola (28 de março de 2024). «Israeli soldiers play with Gaza women's underwear in online posts» [Soldados israelenses brincam com roupas íntimas de mulheres de Gaza em postagens online]. Reuters (em inglês). Consultado em 7 de julho de 2025
83. ↑  ToI Staff (25 de março de 2024). «Al Jazeera Takes Down Video Falsely Alleging IDF Rapes in Shifa Hospital» [Al Jazeera remove vídeo que alegava falsamente estupros pelas FDI no Hospital Shifa]. The Times of Israel (em inglês). Consultado em 7 de julho de 2025. Cópia arquivada em 1 de março de 2025
84. ↑  Merlin, Ohad (25 de março de 2024). «Hamas, Al Jazeera Admit: Story of Idf Rapes in Gaza Hospital Fabricated» [Hamas e Al Jazeera admitem: História de estupros pelas FDI em hospital de Gaza foi fabricada]. The Jerusalem Post (em inglês). Consultado em 7 de julho de 2025. Cópia arquivada em 27 de março de 2024
85. ↑  Zbeedat, Nagham (25 de março de 2024). «Al Jazeera Deletes Video Claiming Woman Was Raped by Israeli Forces in Gaza Al-Shifa Raid» [Al Jazeera remove vídeo que alegava que mulher foi estuprada por forças israelenses em ataque ao Al-Shifa em Gaza]. Haaretz (em inglês). Consultado em 7 de julho de 2025. Cópia arquivada em 30 de maio de 2025
86. ↑  Al Tahhan, Zena (20 de fevereiro de 2024). «Palestinian groups share testimonies of sexual assault, rape of prisoners» [Grupos palestinos compartilham testemunhos de agressão sexual e estupro de prisioneiros]. Al Jazeera (em inglês). Consultado em 7 de julho de 2025. Cópia arquivada em 21 de fevereiro de 2024
87. ↑  Najjar, Farah. «Israel war on Gaza updates: Calls grow for probe into torture of prisoners» [Atualizações da guerra de Israel em Gaza: Cresce o apelo por investigação sobre tortura de prisioneiros]. Al Jazeera (em inglês). Consultado em 7 de julho de 2025
88. ↑  Jadou, Monjed. «'Systematic torture': To be Palestinian in an Israeli prison» ["Tortura sistemática": Ser palestino em uma prisão israelense]. Al Jazeera (em inglês). Consultado em 7 de julho de 2025
89. 1 2 3  «EU, US denounce alleged sexual abuse and torture of Palestinian prisoners by Israeli troops» [UE e EUA denunciam supostos abusos sexuais e tortura de prisioneiros palestinos por tropas israelenses]. Politico (em inglês). 8 de agosto de 2024. Consultado em 7 de julho de 2025
90. ↑  John, Tara; Conte, Michael. «State Dept calls for Israel to investigate allegations of 'horrific' sexual abuse of Palestinian detainees» [Departamento de Estado pede que Israel investigue alegações de abuso sexual "horrível" de detentos palestinos]. CNN (em inglês). Consultado em 7 de julho de 2025
91. ↑  «Harris aide expresses alarm over reports of sexual abuse against Palestinian detainees» [Assessor de Harris expressa alarme sobre relatos de abuso sexual contra detentos palestinos]. The Times of Israel (em inglês). Consultado em 7 de julho de 2025
92. ↑  «US 'can't independently confirm' UN charges of IDF sexual assault» [EUA "não podem confirmar independentemente" acusações da ONU de agressão sexual pelas FDI]. Jewish News Syndicate (em inglês). 20 de fevereiro de 2024. Consultado em 7 de julho de 2025
93. ↑  Aldossari, Maryam. «#MeToo unless it's Palestine: Why Western feminists ignore proven Israeli rape of Palestinians» [#MeToo, exceto se for a Palestina: Por que feministas ocidentais ignoram o estupro comprovado de palestinos por Israel]. The New Arab (em inglês). Consultado em 7 de julho de 2025